# Pienionys (gmina Kowarsk)
Pienionys (hist., pol. Pieniany) – wieś na Litwie położona w rejonie oniksztyńskim okręgu uciańskiego, 16 km na południowy zachód od Onikszt, nad rzeką Pienią.

## Historia

### Własność
Pierwsze informacje o Pienianach pochodzą z XV wieku. W 1442 roku ówcześni właściciele gościli tu króla Kazimierza Jagiellończyka. Niegdyś były to dobra Narbutów, później Józefowiczów, Kościałkowskich, Jastrzębskich i Karwowskich. W 1802 roku Justyn Dowmont-Siesicki (1762–1817) herbu Hippocentaurus (albo Bawola Głowa), prezydent ziemski wiłkomierski kupił te dobra od Karwowskich. Według innych źródeł dobra te należały do rodzin Sapiehów i Paców, a w ręce Antoniego Dowmont-Siesickiego dostały się już w 1655 roku, jednak nie był to ośrodek rezydencji i dopiero po 1788 roku wyżej wymieniony Justyn Dowmont-Siesicki zbudował tu dwór. Po nim dobra te odziedziczył jego syn Feliks (1792–?), marszałek wiłkomierski. Do posiadanego majątku (Pieniany i Januszew, lit. Janušava) dokupił jeszcze Troupie. Kolejnym dziedzicem był syn Feliksa i Marianny Korwin-Kossakowskiej (Feliks był dwukrotnie żonaty), Leonard Kazimierz (1822–?). Ostatnim właścicielem majątku w tej linii był syn Leonarda Józef (1858–1928). W 1926 roku majątek został znacząco okrojony w ramach litewskiej reformy rolnej. Po śmierci Józefa został on przejęty przez Józefa Szablewicza, dotychczasowego zarządcę majątku.

### Przynależność administracyjna
| rok  | liczba ludności |
| ---- | --------------- |
| 1903 | 87              |
| 1923 | 54              |
| 1959 | 164             |
| 1970 | 143             |
| 1979 | 103             |
| 1986 | 88              |
| 1989 | 88              |
| 2001 | 62              |
| 2011 | 31              |

- W I Rzeczypospolitej – w województwie wileńskim Rzeczypospolitej[2];
- po III rozbiorze Polski (od 1795 roku) majątek należał do gminy Kowarsk w powiecie wiłkomierskim (ujeździe) guberni wileńskiej (w latach 1797–1801 guberni litewskiej), a od 1843 roku guberni kowieńskiej Imperium Rosyjskiego[1];
- od 1922 roku wieś należy do Litwy, która w okresie 1940–1990, jako Litewska Socjalistyczna Republika Radziecka, wchodziła w skład ZSRR.

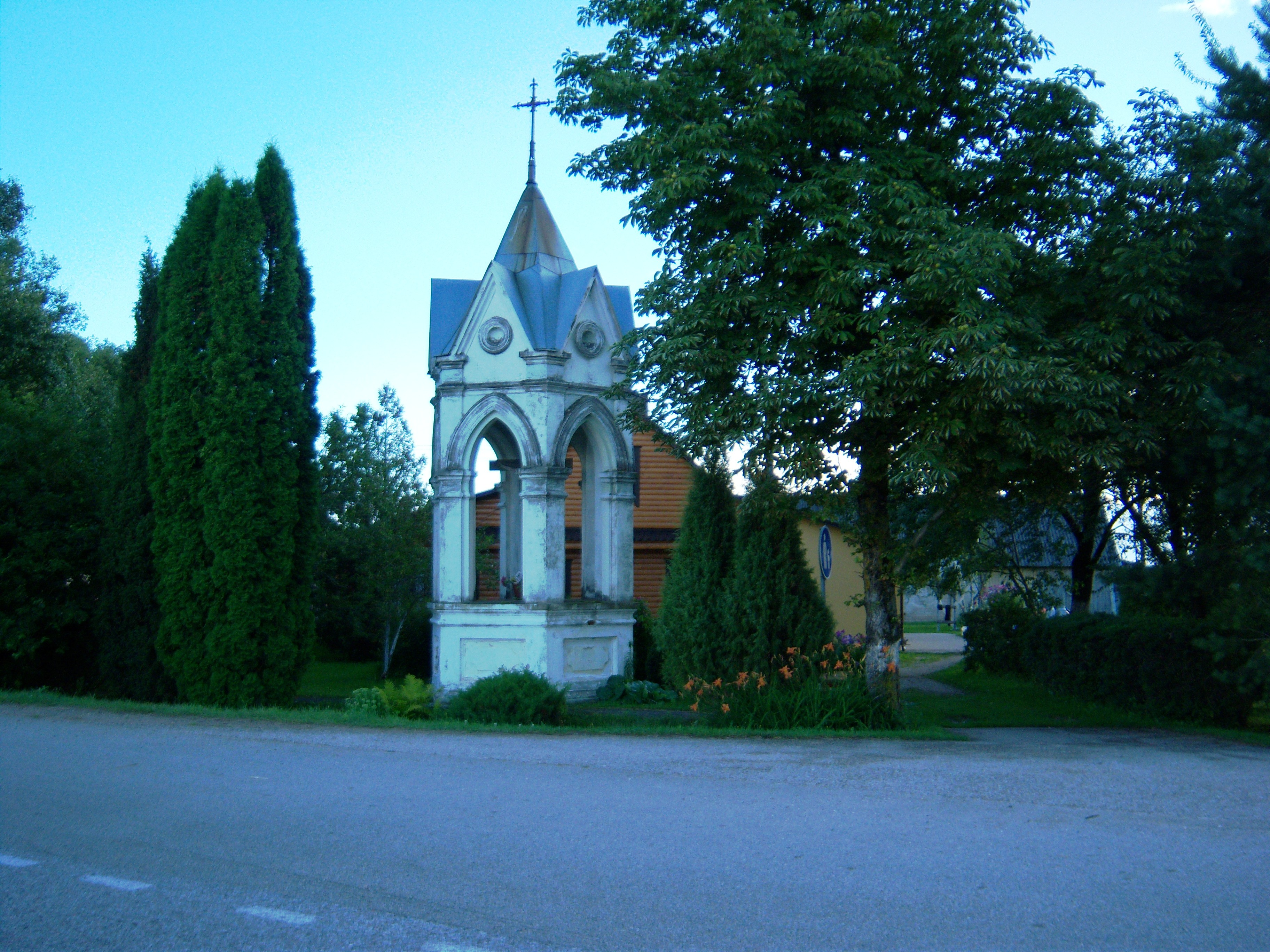
Sześciościenna kapliczka, 2013

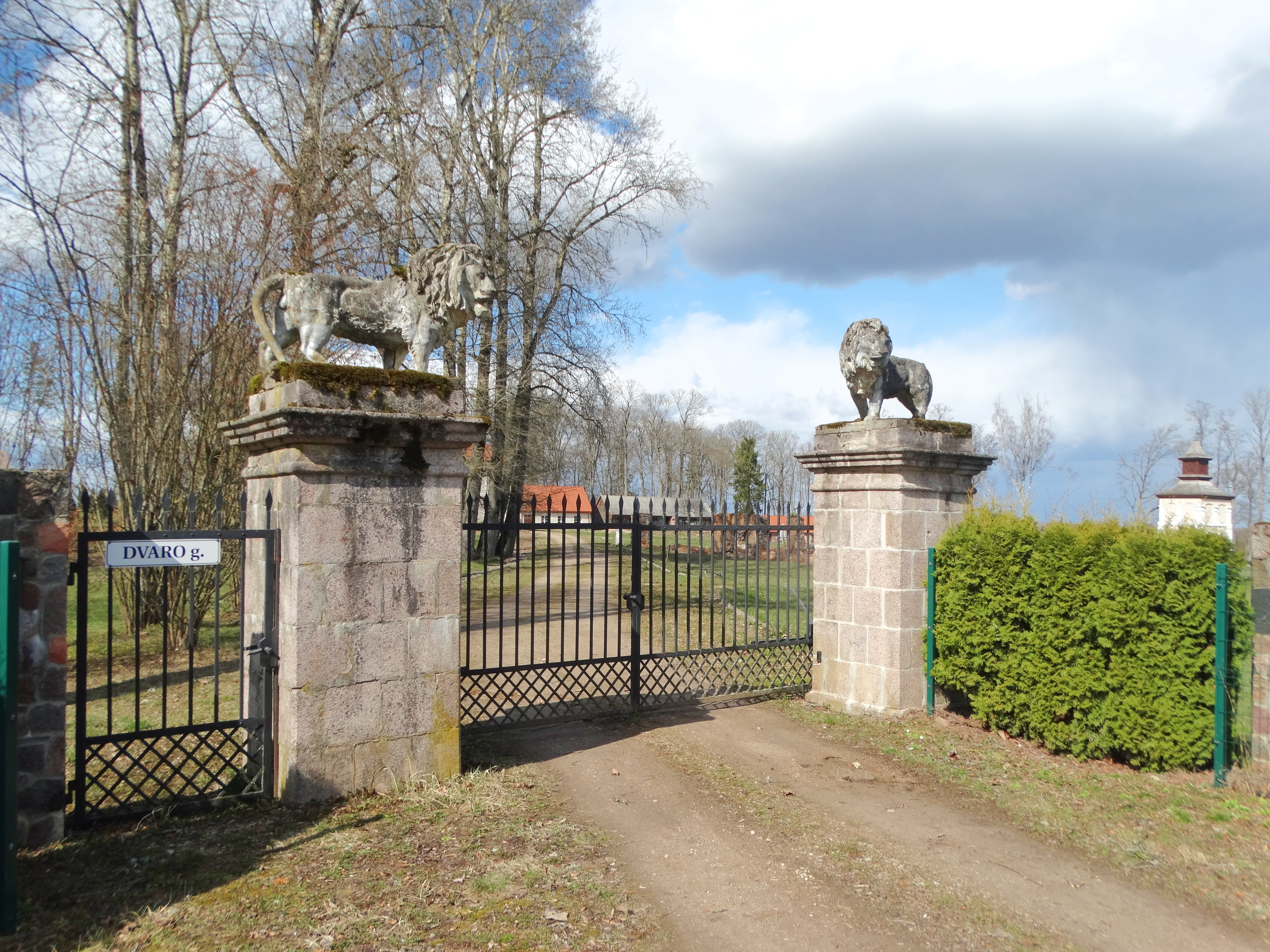
Brama wjazdowa do majątku, 2020

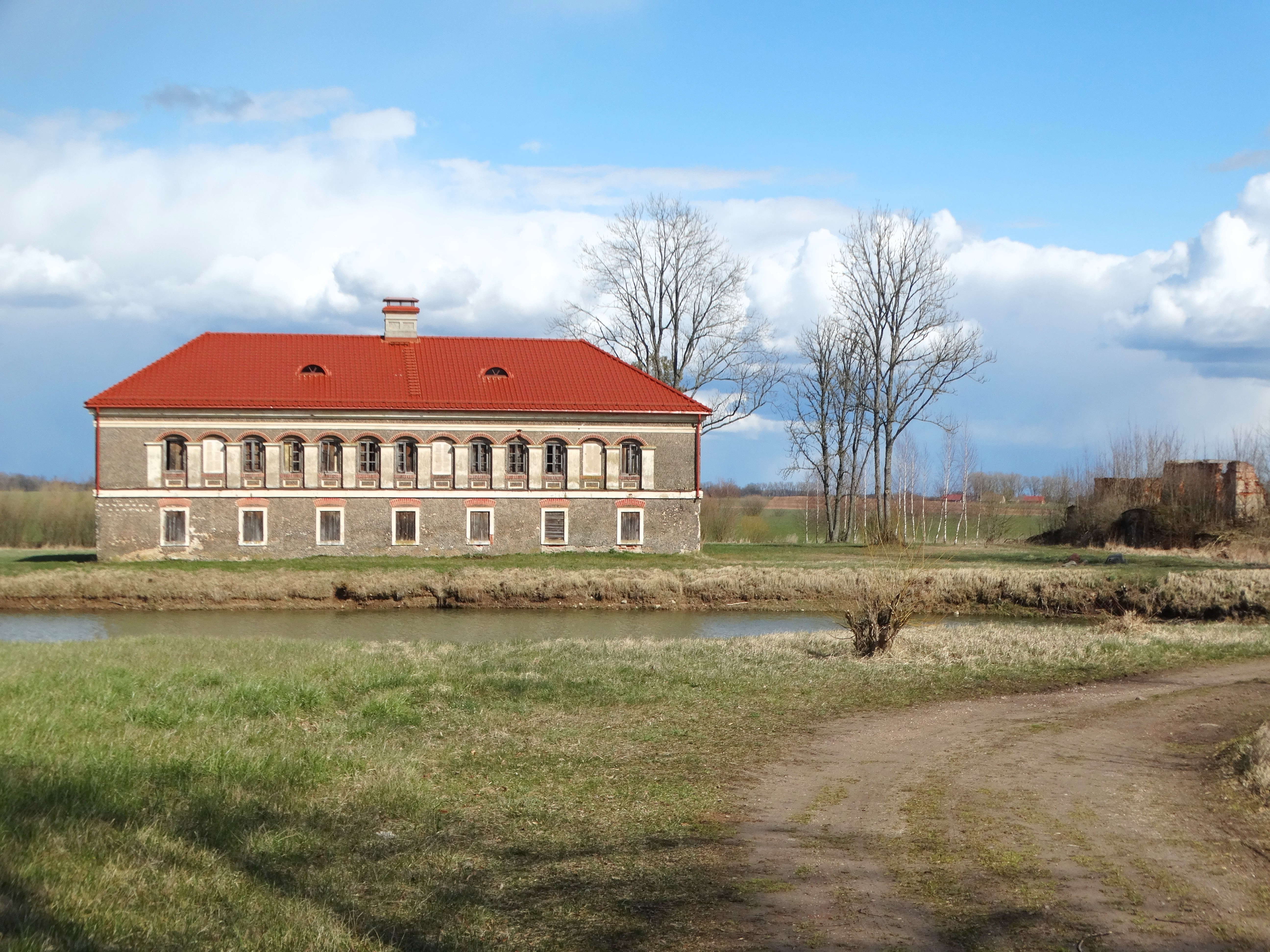
Zabudowania gospodarcze, po prawej ruiny 2020

## Dwór
Tutejszy dwór wybudował Justyn Dowmont-Siesicki na przełomie XVIII i XIX wieku. Dom ten w latach 1830–1840 został rozbudowany przez jego syna Feliksa, uzyskując charakter niemal wielkopańskiej rezydencji. Wtedy też powstały wszystkie inne budynki, jakie wybudowano na terenie rezydencji, folwarku i parku. Główna siedziba była budynkiem wzniesionym na planie dość szerokiego prostokąta, jedenastoosiowym, parterowym, drewnianym, na wysokiej podmurówce. Centralne trzy osie były podwyższone o jedno piętro, a przed nimi występował wielki portyk w wielkim porządku, dodatkowo podwyższony o wysokie belkowanie: architraw, fryz i gzyms, wszystkie podzielone na 3 pionowe pola wyznaczone przez 4 kolumny podpierające fronton. W połowie wysokości portyku był balkon z artystycznie kutą balustradą. Elewacje z desek miały naturalny kolor, a wszystkie otwory były malowane na biało. Elewacja ogrodowa była identyczna, jedynie w portyku nie było balkonu. Całość przykrywał dach dwuspadowy w części centralnej i czterospadowy nad częścią parterową.
Wewnątrz dwór miał nieregularny układ dwutraktowy. W części środkowej był wielki, wydłużony hol ze schodami na piętro w części ogrodowej. 
Już w pierwszej połowie XIX wieku wokół dworu rozplanowano piękny ogród, harmonijnie łączący elementy regularnych parków z widokowymi parkami angielskimi. Park miał około 15 ha. Został około 1880 roku przekomponowany przez krakowskiego ogrodnika J. Leinera, który sprowadził tu wiele gatunków drzew i krzewów egzotycznych. Do dzisiejszych czasów zachowały się aleje oraz system stawów połączonych kanałami, przez które przerzucono mostki. Przy jednej z alej jest grota z rzeźbą Matki Bożej z Lourdes. W parku stoi też zdewastowana sześciościenna neogotycka kaplica z I połowy XIX wieku fundacji Siesickich, z narożnymi słupami, na których opierają się ostrołukowe arkady oraz trójkątne frontony i dach namiotowy. We wnętrzu zachował się drewniany krucyfiks.
Ponadto zachował się zespół zabudowań dworskich z I połowy XIX wieku, m.in. parterowy spichlerz, trójkondygnacyjna murowano–drewniana wędzarnia, piętrowa gorzelnia (obecnie budynek mieszkalny), budynki gospodarcze i mieszkalne oraz brama wjazdowa z przełomu XIX i XX wieku.
Józef Szablewicz, który przejął majątek w 1928 roku, rozebrał drewniany dwór i sprzedał uzyskany materiał na budowę plebanii w Kowarsku. Po odzyskaniu przez Litwę niepodległości jego potomkowie odzyskali posiadłość Pieniany wraz z zabudową. W 2006 roku dwór kupiła Birutė Venckienė, która przystąpiła do restauracji zabudowań.
Od 1992 roku ruiny dworu i zabudowań folwarcznych znajdują się w rejestrze zabytków Litwy.
Majątek Pieniany został opisany w 4. tomie Dziejów rezydencji na dawnych kresach Rzeczypospolitej Romana Aftanazego.